# Balatonszárszó
Balatonszárszó (hongrois : Balatonszárszó [ˈbɒlɒtonˌsaːrsøː] ; allemand : Sarßau) est une localité hongroise située dans le comitat de Somogy, au bord du lac Balaton.

## Nom et attributs

### Toponymie
Le nom de Balatonszárszó est attesté pour la première fois en 1082, sous la forme latinisée Zarrosozow. Plusieurs hypothèses étymologiques ont été formulées au sujet de son origine.
Selon une interprétation ancienne, le toponyme dériverait de száraz aszó, littéralement « vallée sèche », désignant un vallon temporairement asséché. Toutefois, cette lecture a été contestée par l'archéologue Kornél Bakay, qui rappelle que le terme aszó désigne en ancien hongrois non seulement une vallée sèche, mais aussi un ruisseau intermittent apparaissant lors des pluies ou de la fonte des neiges. Ainsi, la traduction « vallée sèche » ne serait pas soutenue par les données linguistiques historiques.
D'autres auteurs, comme Gergely Czuczor et János Fogarasi, ont proposé une autre étymologie, fondée sur le mot szár, un terme ancien signifiant « chauve », « nu », ou « pelé », suggérant une interprétation du type Szár-tó, soit « lac nu » ou « lac asséché ».
Une troisième hypothèse, plus récente, relie le nom du village à une figure de l'histoire dynastique hongroise : László Szár, un prince de la maison d'Árpád, parfois identifié à Koppány, prétendant au trône contre le roi Étienne Ier. Selon cette théorie, Szárszó serait un toponyme dynastique, issu du nom propre Szár, qui serait d'origine turque et signifierait « blanc » — en référence à la symbolique médiévale de la « Hongrie blanche », chrétienne.
Ces différentes interprétations restent débattues dans l'historiographie et l'onomastique hongroises.

## Histoire
Le territoire de Balatonszárszó est habité depuis la préhistoire : des vestiges archéologiques ont été retrouvés depuis le Néolithique, couvrant presque toutes les périodes ultérieures. Le village est mentionné pour la première fois en 1082 sous la forme Zarrosozow, bien que son implantation d'alors se situât environ un kilomètre au sud de l'emplacement actuel.
Au Moyen Âge, Balatonszárszó faisait partie des domaines du chapitre de Veszprém et de l'abbaye de Tihany. Des fouilles archéologiques menées en 2001, dans le cadre de la construction de l'autoroute M7, ont révélé les fondations d'une église construite au XIIIe siècle et utilisée jusqu'à la fin du XVIIIe siècle, ainsi que des sépultures médiévales particulièrement riches dans le secteur de Kiserdei-dűlő. Cette zone fut toutefois plusieurs fois dépeuplée au cours de la domination ottomane.
Après la Guerre d'Indépendance de Rákóczi (1703–1711), le village se réinstalla sur son site actuel. Le recensement de 1715 y dénombrait 16 foyers de paysans hongrois. À partir de 1733, Balatonszárszó fit partie des domaines de la famille Hunyady. L'enseignement commença dès 1743 dans l'école catholique, puis en 1800 dans une école réformée. En 1843, le village se dota d'un temple réformé de style néoclassique.
Le XIXe siècle marque le début d'un essor soutenu, stimulé notamment par l'ouverture de la ligne de chemin de fer du sud Balaton en 1861, bien que la gare de Szárszó ne soit mise en service qu'un peu plus tard. La culture balnéaire au bord du Balaton prend son essor à la fin du siècle : la station se développe à partir du lotissement balnéaire initié en 1904 et de la création d'une association des baigneurs en 1910. En 1913, la commune disposait déjà d'un bureau de poste, d'un télégraphe et d'une ligne téléphonique.

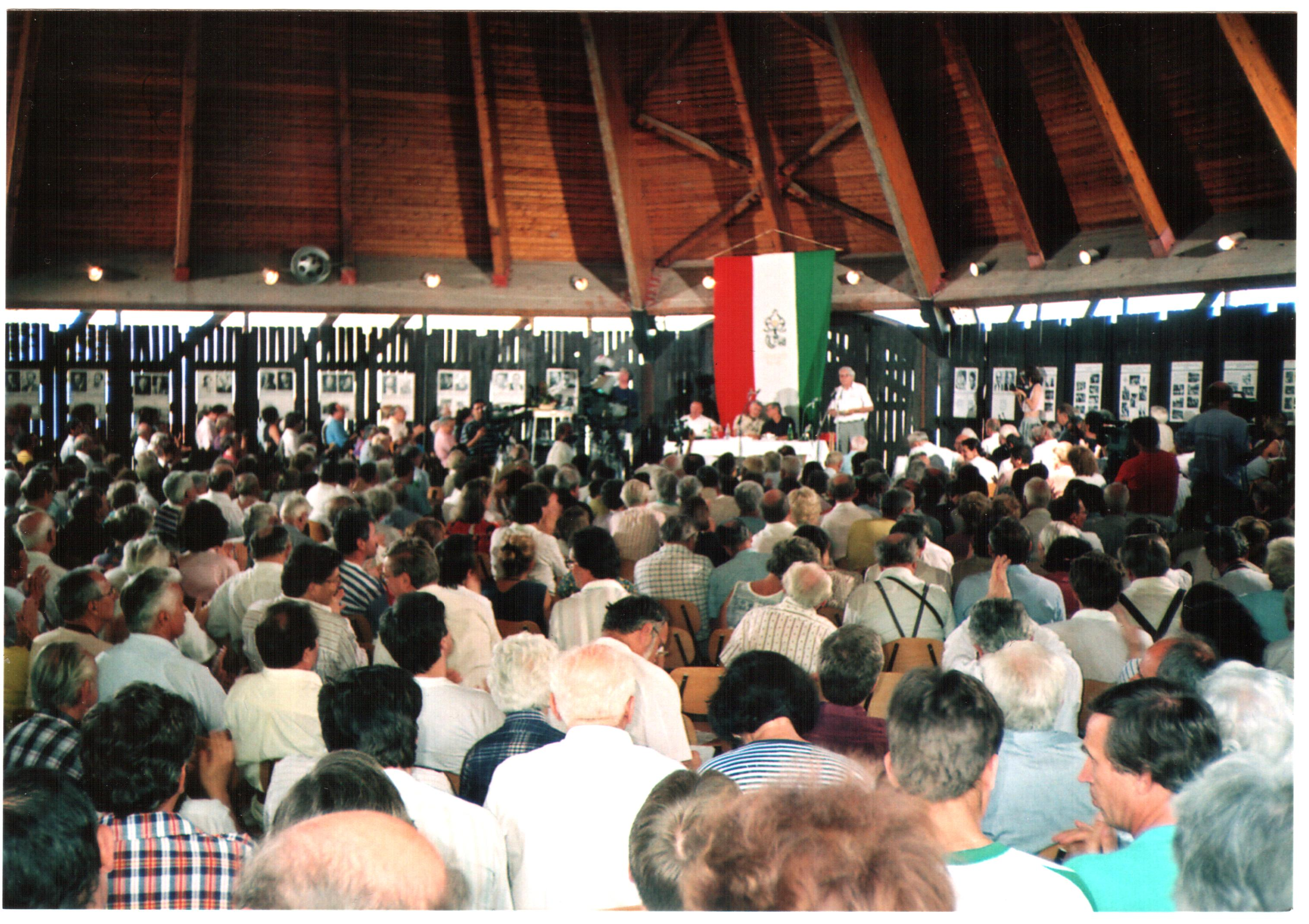
L'édition 1993 de la conférence de Szárszó.

La Première Guerre mondiale fit 50 victimes parmi les habitants. Dans les années 1920–1930, la commune se modernisa : création d'une administration intercommunale (1923), d'un établissement de crédit (1924) et d'une pharmacie (1930). De 1928 à 1951, Balatonszárszó accueillit chaque été les Conférences de Szárszó, organisées par l'alliance étudiante réformée Soli Deo Gloria, réunissant des milliers de jeunes autour des grandes questions intellectuelles et sociales du pays. La conférence de 1943 fut la plus marquante, centrée sur le destin du peuple hongrois après la guerre.
Le 3 décembre 1937, le poète Attila József trouva la mort à la gare de Balatonszárszó, dans des circonstances restées controversées. Cet événement scella un lien durable entre le village et la mémoire du poète.
La Seconde Guerre mondiale coûta la vie à 34 soldats originaires du village. Après-guerre, Balatonszárszó poursuivit son développement : ouverture d'une école maternelle en 1947, regroupement des écoles confessionnelles en 1948, puis transfert dans un nouveau bâtiment moderne en 1961. Le musée commémoratif Attila József ouvrit ses portes en 1972 dans l'ancienne pension où le poète séjourna.
La commune obtint le statut de gros bourg en 1973. Elle remporta en 2003 le titre de village le plus fleuri de Hongrie et obtint la médaille d'argent dans la catégorie des villages au concours international Entente Florale Europe en 2004.

## Population

### Minorités culturelles et religieuses
Lors du recensement de 2011, 90,5 % des habitants de Balatonszárszó se déclaraient hongrois, 3,5 % d'origine allemande et 0,4 % d'origine rom. Environ 8,9 % n'ont pas répondu à la question sur l'origine ethnique, sachant que les identités multiples étaient autorisées. D'un point de vue religieux, 44,7 % se déclaraient catholiques romains, 18,5 % réformés, 6,2 % luthériens, 0,5 % gréco-catholiques, et 9,2 % sans affiliation religieuse (19,4 % n'ayant pas répondu).
Selon les données du recensement de 2022, 87,9 % des habitants se déclaraient hongrois, 2,5 % allemands, et de petites minorités rom, croate, polonaise, bulgare et slovaque étaient également présentes. Le taux de non-réponse était de 11,6 %. Concernant la religion, 30,1 % des habitants se déclaraient catholiques romains, 14,8 % réformés, 4,7 % luthériens, 0,8 % gréco-catholiques, 0,2 % orthodoxes, 0,5 % autres chrétiens, 1 % autres catholiques, et 10,9 % sans religion, tandis que 36,8 % n'ont pas répondu.

## Équipements

### Éducation
L'ensemble des structures éducatives et culturelles de Balatonszárszó est coordonné par le Centre culturel et éducatif général Attila József, qui regroupe notamment une école primaire, une école maternelle, une crèche, une bibliothèque municipale et une maison de la culture.
L'enseignement a débuté dans la commune dès le XVIIIe siècle au sein d'écoles confessionnelles. Celles-ci ont fusionné en 1948 lors de la nationalisation de l'éducation. L'actuelle école élémentaire Attila József occupe depuis 1961 un bâtiment moderne, régulièrement agrandi et rénové (salle de sport, cantine, aile neuve en 1985, rénovation complète entre 2003 et 2005). L'établissement accueille également une école de musique.
La première école maternelle fut ouverte en 1947, puis remplacée par un bâtiment moderne en 1971. Le symbole de l'établissement est le tournesol, image du développement et de la croissance des enfants. En 2022, une micro-crèche a ouvert ses portes pour répondre aux besoins des familles avec jeunes enfants.

### Vie culturelle
La maison de la culture, inaugurée en 1959, joue un rôle clé dans la vie culturelle locale. Elle accueille spectacles, conférences, soirées littéraires, et abrite des clubs artistiques et associatifs (chorale, danse, théâtre, etc.).
Enfin, la bibliothèque municipale, fondée en 1950 comme la 2000e bibliothèque populaire de Hongrie, dispose aujourd'hui d'un espace moderne et lumineux, facilitant la lecture sur place et le prêt d'ouvrages. Elle complète les ressources éducatives de l'école, dotée de sa propre bibliothèque.
Balatonszárszó fut, à plusieurs reprises au XXe siècle, le lieu de rencontres intellectuelles d'envergure. Dès 1928, des conférences estivales rassemblèrent des centaines de jeunes, principalement issues des milieux réformés. L'événement le plus marquant reste la conférence de 1943, dite « Rencontre de Szárszó », qui réunit plus de 600 participants pour débattre de l'avenir politique, social et économique de la Hongrie d'après-guerre.
Un demi-siècle plus tard, en 1993, une rencontre commémorative rassembla de nouveau des personnalités politiques et intellectuelles. Depuis lors, des forums d'échange sur les grands enjeux de société continuent de s'y tenir, notamment à l'initiative du journaliste Tivadar Farkasházy, dans un esprit de dialogue transversal entre les acteurs de la vie publique.

### Réseaux extra-urbains

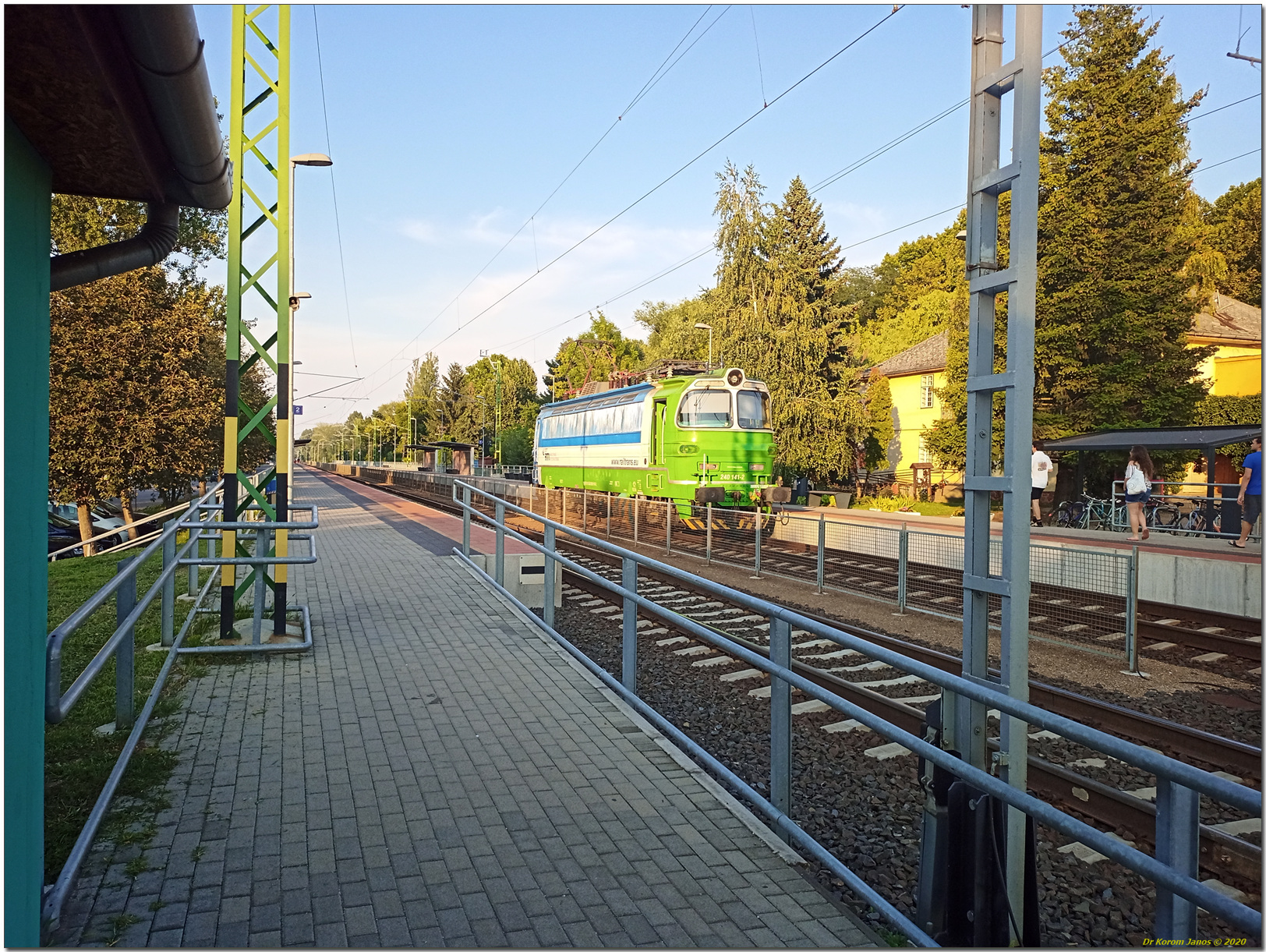
Train en gare de Balatonszárszó.

Balatonszárszó bénéficie d'une bonne accessibilité. Elle possède un échangeur direct sur l'autoroute M7, qui relie Budapest à la frontière croate. La route nationale 7 traverse également la localité, tout comme la ligne de chemin de fer Budapest–Murakeresztúr, qui dispose d'une gare à Balatonszárszó. Vers le sud, la route secondaire 65102 relie la commune à plusieurs villages de l'arrière-pays, tels que Szólád, Teleki, Kötcse et Nagycsepely.

## Patrimoine local

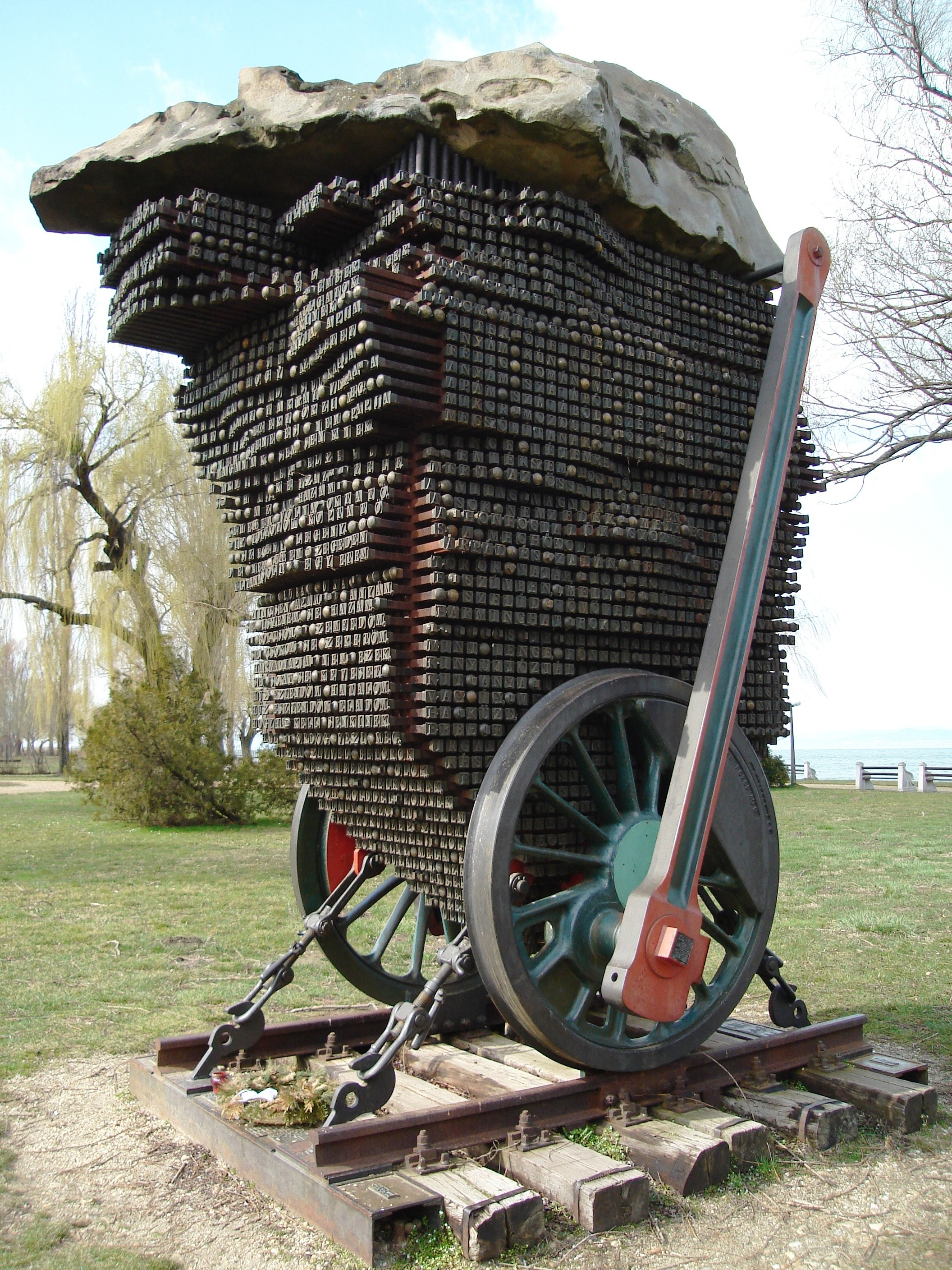
Le mémorial Attila József.

Le patrimoine de Balatonszárszó reflète à la fois son histoire littéraire, religieuse et architecturale.
Le village conserve une mémoire vivante du poète Attila József, décédé sur place en 1937. Son premier lieu d'inhumation est signalé par une stèle en pierre grise dans l'ancien cimetière, portant l'inscription : « E föld befogad, mint persely. József Attila első sírhelye » (« Cette terre m'accueille comme une tirelire. Première tombe d'Attila József »). Le poète repose désormais au Cimetière national de Fiumei út, à Budapest.
Le musée mémoriel Attila József, situé au 7 rue Attila József, retrace sa vie et son œuvre. Deux monuments en son honneur jalonnent également l'espace public : une statue devant l'école primaire et un mémorial dans le parc situé face à la gare.
Le patrimoine bâti comprend plusieurs maisons traditionnelles à caractère vernaculaire, ainsi qu'un temple réformé édifié au XIXe siècle. Le théâtre Csukás, lieu de spectacles et d'animations culturelles, accueille depuis 2020 une statue de l'écrivain István Csukás, inaugurée dans le parc attenant.

## Vie sportive
La vie sportive de Balatonszárszó est structurée autour de l'association locale fondée en 1927, l'Union sportive de Balatonszárszó, aux couleurs traditionnelles bleu et blanc. Outre le football, discipline historique, plusieurs sections ont vu le jour au fil des décennies, dont l'athlétisme, le tennis de table, le karaté, la natation ou encore le tir sportif.
Le club de football (Balatonszárszó NSE), actif sans interruption depuis sa création, évolue actuellement en première division départementale et a notamment terminé deuxième en 2008. Le tennis de table, introduit en 1979, a connu ses heures de gloire dans les années 1980 jusqu'au niveau national (NB I/B), mais a dû redescendre pour raisons budgétaires. Le karaté constitue aujourd'hui l'une des disciplines les plus dynamiques, notamment grâce à une solide formation des jeunes.
Parallèlement aux activités en club, la commune organise régulièrement des compétitions populaires, comme un championnat de futsal hivernal très suivi, tandis que les sports nautiques et de glace complètent la palette des pratiques locales.

## Cultes
Balatonszárszó compte plusieurs communautés religieuses actives, dont les racines remontent au Moyen Âge. La tradition catholique y est attestée dès 1233, avec la construction d'une chapelle par l'évêque de Veszprém. La paroisse est mentionnée au début du XVIe siècle, mais l'église médiévale fut détruite sous l'occupation ottomane. Un renouveau a eu lieu au XXe siècle : une chapelle fut édifiée en 1905, remplacée par un nouvel édifice néoroman inauguré en 1932, puis agrandi en 1983.
La communauté réformée est documentée depuis 1734. Après une période d'interdiction au milieu du XVIIIe siècle, le culte fut rétabli à la faveur de l'édit de tolérance de 1781. Le temple actuel, de style baroque tardif à tendance néoclassique, fut construit entre 1791 et 1843, et complété par un clocher en cuivre en 1897.
La paroisse évangélique est la plus récente : elle prend forme dans les années 1930 avec l'installation du centre missionnaire de l'Église évangélique luthérienne hongroise. Après plusieurs décennies d'utilisation partagée avec la communauté réformée, un temple propre fut inauguré en 1995 à proximité de ce dernier. Le centre missionnaire a été rénové en 2004.

## La localité dans les représentations

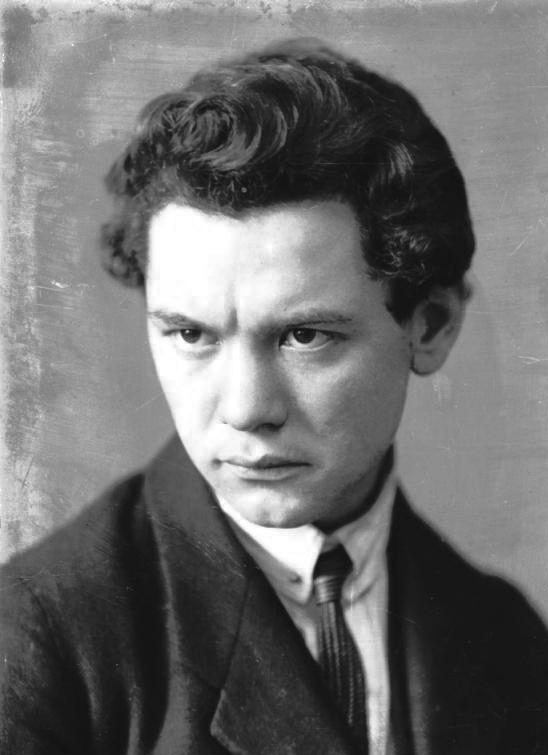
Portrait du célèbre poète hongrois Attila József, mort à la gare de Balatonszárszó.

Balatonszárszó est étroitement lié à la mémoire du poète Attila József, décédé sur place en décembre 1937 dans des circonstances tragiques. L'ancien bâtiment où il séjourna, transformé en musée mémoriel en 1972, constitue un lieu central du culte littéraire qui s'est développé autour de sa figure. Plusieurs de ses derniers poèmes y furent écrits, et la commune lui rend régulièrement hommage à travers des manifestations culturelles.
Depuis les années 2000, Balatonszárszó s'est affirmé comme un centre vivant de la poésie hongroise, grâce à des initiatives comme le festival de poésie musicale lancé en 2007, ou encore la « Rue des poèmes » (Vers utca), parcours interactif inauguré en 2020 qui propose des haltes sonores autour d'œuvres de poètes majeurs du XXe siècle.
Chaque 11 avril, jour de naissance d'Attila József et Journée nationale de la poésie, la commune accueille un concours national de récitation, réunissant élèves, enseignants et auteurs. Ce rôle actif dans la transmission du patrimoine littéraire a valu à Balatonszárszó plusieurs distinctions culturelles au niveau national et régional.

## Jumelages
| Ville | Ville  | Pays | Pays     |
| ----- | ------ | ---- | -------- |
|       | Joseni |      | Roumanie |

## Personnalités liées à la localité
Outre le poète Attila József, qui y mourut le 3 décembre 1937 écrasé par un train, plusieurs figures marquantes de la vie culturelle hongroise sont associées à Balatonszárszó. 
L'écrivain, traducteur et académicien György Rónay y passait ses étés dès l'enfance ; sa maison familiale, acquise en 1941, porte aujourd'hui une plaque commémorative. István Csukás, auteur de littérature jeunesse emblématique, fit construire son chalet à Szárszó à la fin des années 1980 ; plusieurs de ses personnages célèbres y sont nés. Le journaliste et humoriste Tivadar Farkasházy est à l'origine des « Conférences de Szárszó », organisées chaque été dans la commune avec la participation de personnalités du monde politique, intellectuel et artistique. La localité fut également marquée par l'action de Gyula Ázsóth, enseignant, directeur d'école, conseiller municipal, écrivain et joueur d'échecs de compétition.